# Ico Cerutti
Ico Cerutti, nome d'arte di Federico Cerutti (talvolta indicato erroneamente come Cerruti) (Torino, 3 settembre 1936 – Zoagli, 18 giugno 1999), è stato un cantante, compositore e chitarrista italiano che ha fatto parte negli anni sessanta del Clan Celentano.

## Biografia
Piemontese di nascita, trasferitosi a Milano con la famiglia, assieme a Marco Ratti è stato dal 1956 chitarrista con Adriano Celentano nel gruppo musicale dei Rock Boys.
Poco dopo il 1º Festival italiano del rock and roll (al Palazzo del Ghiaccio di Milano, il 18 maggio 1957), lasciò il gruppo per dedicarsi al jazz con l'orchestra di Franco Cerri e Renato Sellani. Venne rimpiazzato nei Rock Boys da Gino Santercole.
Entrò poi come cantante e chitarrista nel gruppo di Bruno De Filippi, pubblicando anche un album live (ristampato su CD nel 2003); gli altri componenti del gruppo (oltre a De Filippi alla chitarra, al banjo e all'armonica a bocca) erano Enzo Jannacci al pianoforte, i fratelli Giancarlo Ratti alla batteria e Marco Ratti al basso elettrico, Alberto Baldan Bembo all'organo, Pino Sacchetti al sassofono e Paolo Tomelleri al clarino.
Ha inoltre fatto parte, sempre come cantante, del complesso di Gino Peguri.
Cerutti è tornato poi nel Clan nei primi anni sessanta per incidere alcuni 45 giri come cantante solista ed ha conosciuto il successo nel 1964 presentando il brano L'uomo del banjo al Cantagiro e partecipando alle riprese del film di Celentano Super rapina a Milano.
Nel 1966 ha accompagnato Celentano al Festival di Sanremo con il Trio del Clan nell'interpretazione de Il ragazzo della via Gluck (del trio facevano parte oltre a Cerutti anche Pilade e Gino Santercole). In quello stesso anno ha introdotto nel Clan, come tastierista, Dario Baldan Bembo e si è sposato, il 10 settembre 1966 nella basilica di San Babila a Milano con Caterina Mariella.
Come compositore, tra le tante, ha scritto la musica del brano Più forte che puoi, inserito nell'album discografico di Celentano Azzurro/Una carezza in un pugno, di Ho scritto fine, incisa nel 1969 da Gigliola Cinquetti e da Mario Tessuto e di John Brown e Alice, incisa nel 1970 da Enrico Maria Papes.
Riposa al campo E del cimitero di Lambrate di Milano, tumulato nell'Edicola 8E.

## Partecipazioni
- Cantagiro 1964 - L'uomo del banjo
- Cantagiro 1967 - È ritornato "l'uomo del banjo"
- Un disco per l'estate 1968 - E suoneranno le campane
- Festival delle Rose 1965 - Chiedo giustizia in amore / Un uomo come me
- Festival delle Rose 1966 - Vale più di noi
- Festivalbar 1970 - Il mondo di Arlecchino

## Discografia parziale

### Album

#### Come cantante del complesso di Bruno De Filippi
- 1965 - Live al Santa Tecla di Milano - 1963 (Bluebell Records, BBLP 35; ristampato in CD nel 2003 dalla On Sale Music)

### Singoli

#### Come cantante del complesso di Gino Peguri
- 1962 - Canzonissima 1962 (Orpheus, IPK 716; Cerutti canta, tra le altre, Quando quando quando di Tony Renis; il cognome è riportato in copertina in maniera errata, Cerrutti)

#### Come solista
- 1964 - Oh!Sì! Finirà / Inutilmente (Fantasy, fs 1002)
- 1964 - L'uomo del banjo / Come mai (Fantasy, fs 1006)

- 1965 - Quando il sole scenderà / Va bene fai tu! (Ciao Ragazzi, CR. 01004)
- 1965 - Chiedo giustizia in amore / Un uomo come me (Ciao Ragazzi, CR. 01008)
- 1966 - Il mio amico James Bond / Da un momento all'altro (Ciao Ragazzi, CR. 01010)
- 1966 Vale più di noi / La volpe (Ciao Ragazzi, CR. 01015)
- 1966 La mia ciccia (Pilade) / Vale più di noi (Ico Cerutti) (Ciao Ragazzi, CR. 01016)

- 1967 - È ritornato "l'uomo del banjo" (Miki Del Prete-Luciano Beretta-Jerry Herman) / Niente (Clan, ACC 24050)
- 1968 - E suoneranno le campane / Le cose intorno a noi (Clan, ACC 24074)
- 1969 - Sarà lunga la notte / Balla (Clan, BF 69002)

- 1969 - Il cuore brucia / Un giorno così (Columbia, SCMQ 7144)
- 1970 - Non piangerò/ Il mondo di Arlecchino (Columbia, SCMQ)

## Filmografia
- Super rapina a Milano, regia di Adriano Celentano (e Piero Vivarelli - non accreditato) (1964)
- VIIe europese beker voor zangvoordracht (1965, serie televisiva, come se stesso)